# André Major
Pour les articles homonymes, voir Major (homonymie).
André Major, né le 22 avril 1942 à Montréal, est un écrivain québécois.

## Biographie
Avant d'animer et de réaliser des émissions au service culturel de Radio-Canada pendant plus de 25 ans, il est chroniqueur littéraire dans plusieurs journaux et revues. Il contribue en outre à la fondation de la revue Parti pris et à celle de l'Union des écrivains québécois, dont il a été le premier secrétaire-trésorier (1977-1979). Membre d'honneur de l'Union des écrivains québécois et vice-président du conseil d'administration du Fonds Gabrielle Roy depuis la mort de la romancière.
En 1962, Gaston Miron publie « La marche à l'amour » et en 1963 une série de poèmes.
Et en 1963, faisant suite aux poètes nationaux Louis-Honoré Fréchette et Émile Nelligan, Gaston Miron est surnommé « poète national » par André Major, et l'expression va rester.
Son premier roman, Le Cabochon (1964), est le récit d'un adolescent révolté contre le marasme ambiant de son milieu. Ce combat entre un individu insatisfait et irrité par la société revient dans plusieurs de ses œuvres ultérieures, notamment dans la trilogie romanesque des Histoires de déserteurs (1974-1976, version définitive en 1991), dont le troisième tome intitulé Les Rescapés remporte le prix du Gouverneur général 1976.

## Archives
Le fonds d’archives  d'André Major (MSS46) est conservé au centre d’archives de Montréal de Bibliothèque et Archives nationales du Québec.

## Œuvres

### Romans

#### Trilogie desHistoires de déserteurs
- L'Épouvantail, Montréal, Éditions du Jour, 1974, 218 p.  (ISBN 0-7760-0651-7)
- L'Épidémie, Montréal, Éditions du Jour, 1975
- Les Rescapés, Quinze, 1976, 178 p.  (ISBN 0-88565-011-5) La trilogie romanesque en un seul volume dans une version remaniée sous le titre Histoires de déserteurs, Montréal, Éditions du Boréal, 1991, 456 p.  (ISBN 2-89052-395-0)

#### Autres romans
- Le Cabochon, Montréal, Éditions Parti pris, 1964 Réédition aux Éditions de l'Hexagone, coll. « Typo », 1989
- Le Vent du diable, Montréal, Éditions du Jour, 1968 Réédition aux Éditions Boréal, coll. « Boréal compact », 1998, 121 p.  (ISBN 2-89052-879-0)
- L’Hiver au cœur, Montréal, Éditions XYZ, coll. « Novella », 1987, 77 p.  (ISBN 2-89261-011-7) Réédition aux Éditions Boréal, coll. « Boréal compact », 1997
- La Vie provisoire, Montréal, Éditions du Boréal, 1995, 234 p.  (ISBN 2-89052-667-4)
- À quoi ça rime ?, Montréal, Éditions du Boréal, 2013, 192 p.  (ISBN 978-2-7646-2255-1)

### Recueils de nouvelles
- Nouvelles (1963), en collaboration avec André Brochu et Jacques Brault
  - (de) Une nouvelle: Die Zeit der Agonie, en Anders schreibendes Amerika. Literatur aus Québec. dir. Lothar Baier, Pierre Filion. Das Wunderhorn, Heidelberg 2000, pp 101 – 111 (=Le temps de l'agonie, pp 60 –68)
- La Chair de poule, Montréal, Éditions Parti pris, 1965 Réédition aux Éditions de l'Hexagone, coll. « Typo », 1989
- La Folle d’Elvis, Montréal, Éditions XYZ, 1981 Réédition aux Éditions Boréal, coll. « Boréal compact », 1997, 121 p.  (ISBN 2-89052-843-X)
  - cont. Une dernière chance, pp 31 - 38
    - (de) Eine letzte Chance; en Erkundungen, trad. Frauke Rother. Verlag Volk und Welt, Berlin 1986, pp 53 - 59

### Poésie
- Le Froid se meurt, Montréal, Atys, 1961
- Holocauste à 2 voix, Montréal, Atys, 1961
- Poèmes pour durer,  Montréal, Éditions du Songe, coll. « Poésie du Québec », 1969, 94 p. (BNF 35205564)

### Essai
- Félix-Antoine Savard, Montréal, Éditions Fides, 1968

### Théâtre
- Une soirée en octobre , Montréal, Éditions Léméac, coll. « Théâtre Leméac », 1975, 97 p.  (ISBN 0-7761-0043-2)

### Pièces radiophoniques
- Le Désir, suivi de Le Perdant, Montréal, Éditions Léméac, coll. « Répertoire québécois », 1973, 71 p. (BNF 42387408)

### Autres publications
- Le Sourire d’Anton ou L’Adieu au roman, carnets, Montréal, Presses de l'Université de Montréal, 2001, 207 p.  (ISBN 2-7606-1821-8) Réédition aux Éditions Boréal, coll. « Boréal compact », 2012
- Nous ferons nos comptes plus tard : correspondance (1962-1983) / Jacques Ferron et André Major, Montréal, (Québec), Canada, Lanctôt Éditeur, coll. « Cahiers Jacques Ferron », 2004, 126 p.  (ISBN 2-89485-304-1)
- L'Esprit vagabond - carnets, 1993-1994, Montréal, Éditions du Boréal, 2007
- Prendre le large. Carnets 1995-2000, Montréal, Éditions du Boréal, 2012, 232 p.  (ISBN 978-2-7646-2189-9)
- Dans l’œil du hibou. Extraits des carnets 2001-2005, 2014 [lire en ligne].
- Nous retrouver à mi-chemin, correspondance (1972-2005) et autres textes (avec Pierre Vadeboncoeur), Montréal (Québec), Canada, Boréal, 2016.
- L'Œil du hibou. Carnets 2001-2003, Montréal (Québec), Canada, Boréal, 2017
- Les Pieds sur terre. Carnets 2004-2007, Montréal (Québec), Boréal, 2020
- Entretiens avec Michel Biron et François Dumont, Montréal (Québec), Boréal, 2021

## Honneurs
- 1977 - Prix littéraires du Gouverneur général 1977 pour Les Rescapés
- 1991 -  Prix Canada/Communauté française de Belgique
- 1992 - Prix Athanase-David
- 2001 - Prix de la revue Études françaises